# Матухно Сергій Миколайович
Сергій Миколайович Матухно (12 лютого 1958, Голубівка) — радянський футболіст, який грав на позиції захисника. Найбільш відомий за виступами у складі сімферопольської «Таврії» у вищій та першій лізі. По завершенні ігрової кар'єри — український футбольний тренер.

## Клубна кар'єра
Сергій Матухно народився у Кремінському районі Луганської області, та є вихованцем футбольного відділу республіканського спортінтернату. Розпочав виступи на футбольних полях у 1975 році в дублюючому складі команди «Динамо» (Київ). Не пробившись до основного складу команди, в 1976 році став гравцем команди другої ліги «Автомобіліст» із Житомира. У житомирській команді грав до початку 1978 року, після чого перейшов до команди першої ліги «Спартак» з Івано-Франківська, за який зіграв лише один матч Кубка СРСР, після чого в цьому ж році став гравцем іншої команди першої ліги «Таврія» з Сімферополя. У сімферопольській команді відразу став одним із основних гравців захисної ланки, наступного рокуставодним із гравців, хто допоміг «Таврії» утриматись у першій лізі, а в 1980 році став одним із гравців, які вибороли перемогу в турнірі першої ліги, та здобули для команди путівку до вищої ліги. Проте за підсумками сезону 1981 року команда вибула назад до першої ліги. Сергій Матухно грав у складі «Таврії» до кінця 1982 року, після чого став гравцем команди другої ліги СКА з Одеси. З 1987 до 1992 року Матухно грав у команді Південної групи військ. після повернення в Україну в 1992 році Сергій Матухно зіграв один матч Кубка України в складі ялтинської команди «Інтурист». Після завершення виступів на футбольних полях Сергій Матухно у 1992 році тренував другу команду сімферопольської «Таврії», а в 1999—2000 був одним із тренерів головної команди клубу.

## Досягнення
- Переможець першої ліги 1980 року.